# Шуа (коммуна)
Шуа́ (фр. Choye) — коммуна во Франции, находится в регионе Франш-Конте. Департамент — Верхняя Сона. Входит в состав кантона Жи. Округ коммуны — Везуль.
Код INSEE коммуны — 70152.

## География
Коммуна расположена приблизительно в 310 км к юго-востоку от Парижа, в 26 км северо-западнее Безансона, в 40 км к юго-западу от Везуля.
По территории коммуны протекает река Колонбина.

## Население
Население коммуны на 2010 год составляло 390 человек.
| 1962 | 1968 | 1975 | 1982 | 1990 | 1999 | 2010 |
| ---- | ---- | ---- | ---- | ---- | ---- | ---- |
| 345  | 333  | 349  | 365  | 352  | 354  | 390  |

## Администрация
| Период | Период | Фамилия       | Партия      | Примечания |
| ------ | ------ | ------------- | ----------- | ---------- |
| 2001   | 2008   | Жан-Люк Дюмон |             |            |
| 2008   | 2014   | Ги Шеван      | Новый центр |            |

## Экономика

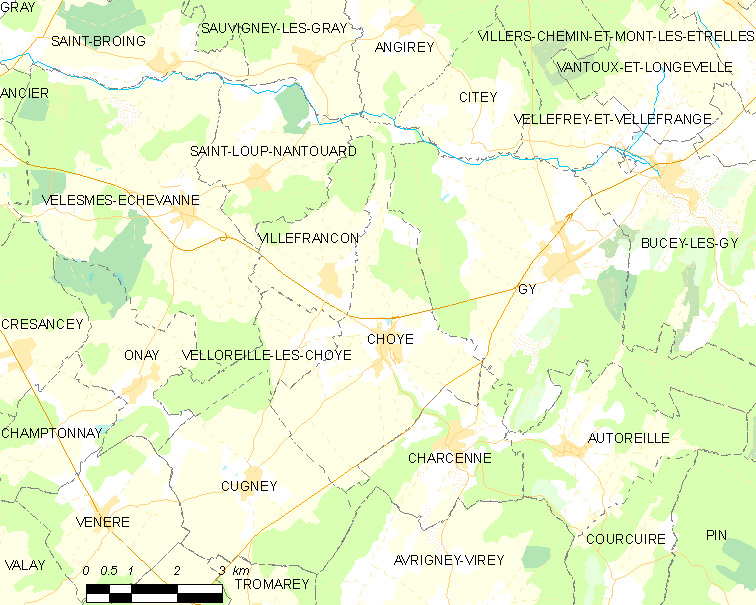
Карта коммуны

В 2010 году среди 241 человек трудоспособного возраста (15—64 лет) 185 были экономически активными, 56 — неактивными (показатель активности — 76,8 %, в 1999 году было 70,4 %). Из 185 активных жителей работали 167 человек (87 мужчин и 80 женщин), безработными было 18 (9 мужчин и 9 женщин). Среди 56 неактивных 8 человек были учениками или студентами, 37 — пенсионерами, 11 были неактивными по другим причинам.